# Basileus (Bizancjum)
Basileus – jeden z dwóch podstawowych obok autokratora tytułów cesarzy bizantyńskich.
Pierwszym cesarzem, który oficjalnie zastosował w tytulaturze określenie basileus, był Herakliusz (610-641), który pragnął w ten sposób zaakcentować bliski związek rządzonego przezeń państwa z rodzimą, grecką tradycją, bowiem na hellenistycznym Wschodzie Imperium nawet za rządów Rzymu imperatorzy byli określani nieoficjalnie mianem basileus. Tytuł ten istniał do końca cesarstwa.